# توم كلانسيز رينبو ستة 3: ريفين شيلد
توم كلانسيز رينبو ستة 3: ريفين شيلد هي لعبة فيديو تطورت ونشرت من قبل شركة يوبي سوفت في 18 مارس 2003 , وتعتبر سلسلة العاب رينبو ستة كسلسلة مبنية على رواية واسم الشهير توم كلانسي.
وبمحرك انريل 2.0 ، تعد ريفين شيلد لعبة تصويب تكتيكية بخصائص واقعية. توجهة ريفين شيلد نحو ألعاب التصويب من منظور الشخص الأول الرائجة مثل لعبة كاونتر سترايك ولكن مع إضافة مميزات مختلفة غائبة عن الإصدارات السابقة وتتضمن هذه المميزات القدرة على رؤية سلاح اللاعب أثناء عرضه من منظور الشخص الأول، والعديد من الأسلحة الجديدة والتحسينات (بما في ذلك مهاديف ومخازن اكبر) وطور متعدد اللاعبين معاد تصميمه.
تطورت نسخة اجهزة الالعاب المنزلية لجهاز الاكس بوكس والبلايستيشن 2 والننتيدو قيم كيوب تحت مسمى رينبو ستة 3. ويتميز هذا التكرار للعبة بنفس المحرك الأساسي والنمط والهيئة والأعمال الفنية، ولكن تختلف اليات اللعبة وطريقة اللعب والقصة بشكل كبير. وصدرت اللعبة أيضًا على نظام التشغيل ماك او اس في 19 ديسمبر 2003. وفي عام 2004 صدرت لعبة رينبو ستة 3 بلاك ارو وهي جزء جديد وحصري على منصة الاكس بوكس متمم لنصف احداث الجزء السابق وذلك نظرًا لنجاح نسخة اجهزة الالعاب على منصة الاكس بوكس وشعبية خدمة طور اللاعبين المتعددين عبر الإنترنت القائم على اشتراك اكس بوكس لايف، بينما صدرت اللعبة الكاملة باسم رينبو ستة لوك داون في سلسلة رينبو ستة في عام 2005.

## القصة
في عام 1945 تمكن اثنان من أعضاء كبار مسؤولي النازية المدعومة من قبل منظمة الاوستاشا بالهروب من البلاد بغنائم هائلة من حقبة المحرقة الكرواتية في الدولة الدمية كرواتيا المستقلة وذلك بدعم من قوات الثوار قبل تحرك قوات الحلفاء الي زغرب وبلغراد. اختفت كرواتيا من الوجود كدولة مستقلة  وانشأت يوغوسلافيا جديدة من قبل الثوار والمسؤولين الكرواتيين السابقين لم يعثر عليهم في أي مكان.
وبعد 60 عاما في 2005 بدأت فرقة مكافحة الإرهاب متعددة الجنسيات رينبو بالتحقيق في سلسلة من الهجمات من قبل الارهابيين الفاشيين الجدد ضد المصالح النفطية لأمريكا الجنوبية والمؤسسات المالية الأوروبية، وتمت الاستعانة بالسرب لتحديد موقعهم ومعرفة الرأس المدبر لهذه الحوادث في نهاية المطاف.
وفي النهاية تتبعت فرقة رينبو مصدر الهجمات إلى الارجنتين، حيث تورط رجل الأعمال الملياردير المولود في كرواتيا نيكولا جوسبيتش واليميني المتطرف الفارو جوتيريز المرشح لرئاسة الارجنتين . فعلمت فرقة رينبو ان غوسبيتش مسؤول اوستاشي هارب وهو أحد الرجلين الذين ظهروا هاربين ب غنائم المحرقة في المشهد الافتتاحي للعبة. وقرر غوسبيتش الذي يشارف على الموت من سرطان الكبد بترك للعالم ارث اخير ملئ بالكراهية من الحرب العالمية الثانية وذلك عن طريق استخدام ثروته الهائلة لاعادة النازية في العالم. ومن اجل ذلك قام بشراء مخزون كبير من الاسلحة الكيميائية، ومن ضمنها غاز الاعصاب في اكس والمنفطات.
سعى غوسبيتش بتلويث كميات كبيرة من اللحم البقري مستخدما غاز الاعصاب في اكس قبل شحنه لعشرات البلدان في العالم وذلك من خلال مصنع تعبئة اللحوم خاصته. واحبطت فرقة راينبو هذه العملية بمداهمة مصنع اللحوم ومصادرة غاز الاعصاب (في اكس) قبل السماح له بالانتشار. ثم حاول غوسبيتش مهاجمة مدينة ريو دي جانيرو بقنبلة غاز (منفط) مخبأة داخل  احد العوامات في مهرجان فيستا جونينا. وشنت فرقة راينبو هجوما اخيرا على عملية غوسبيتش بمنع الهجوم المخطط له وقتل غوسبتيش في العملية.
وبعد ذلك، استجوب  جون كلارك السجين جوتيريز وعلم جميع تفاصيل العملية. حيث كانت خطة غوسبيتش البدء بشراء حقول نفط في أمريكا الجنوبية اولا ثم قتل مئات الالاف من الاشخاص في جميع انحاء القارة، مسببا انخفاض اقتصادي لاسعار حقول النفط ثم يستخدم عائدات حقول النفط الهائلة لتمويل حركة فاشية دولية جديدة، والتي من شأنها غزو الأراضي اليوغوسلافية لأنشاء كرواتيا كبرى جديدة تحت الحكم الفاشي الجديد، وفي النهاية يستطيع الحصول على انتقامه من الحلفاء لتدميرهم الحركة الاوستاشية. واعترف جوتيريز ان غوسبيتش كان يمول حملته الرئاسية مقابل  الحماية السياسية، واصفه على انه «غراب يلتقط عظام حرب قديمة» وانه سيحمي المسؤول الكرواتي السابق حتى يصبح اطفاله قادرين على السفر. ولكن اقر جوتيريز ان هذا لم يعد مهما بما انه سيسجن وغوسبيتش مات.

## التوسعات

### أثيناسورد (2004)
تعتبر اثينا سورد التوسعة الأولى لقصة ريفين شيلد على جهاز كمبيوتر الالعاب. حيث ان قصة أثينا سورد مبنية على القصة الأصليه ولكن بالأضافة إلى ثمانية مهام جديدة، وخمس مهام جديده في طور متعدد اللاعبين، وثلاث اطوار لعب جديدة في طور متعدد اللاعبين، وسبعة أسلحة جديدة. تطورت واصدرت لعبة اثينا سورد من قبل يوبي سوفت ميلان في 9 مارس 2004 . وتم كسر حصرية اللعبة وصدرت لاجهزة الماك في 23 نوفمبر 2004. ودمجت توسعة اثينا سورد مع اللعبة الأصلية تحت اسم توم كلانسي رينبو ستة 3 : الحزمة الذهبية في عام 2004.

#### قصة
في قصة ريفين شيلد ، تمكن فريق رينبو بالقضاء على التهديد الإرهابي وأسر جوتيريز ولكن لم ينته التهديد بعد حيث لا يزال هناك بقايا من مجموعته الإرهابية ولا يزال بإمكان جوتيريز السيطرة عليهم على الرغم من وجوده خلف القضبان. ومما يجعل هذه المجموعه المتبقية تشكل خطرا للغاية امتلاكها لبعض الأسلحة الكيماوية.
وفي عام 2007 أي بعد عامين من احداث عملية ريفين شيلد، شنت المجموعة الارهابية هجوما على قلعة في ميلان ب أيطاليا واحتجزو الرهائن لديهم. وتم احضار فريق رينبو على الفور إلى مكان الهجوم للتعامل مع التهديد. ثم استمرت العملية الارهابيه على طول ساحل البحر الادرياتيكي والبحر الابيض المتوسط. ومن المقرر ان يتم تنظيم عمل ارهابي اخر في أثينا باليونان حيث يخطط الارهابيين المتبقيين لشن هجوم كيميائي، وأطلق فريق رينبو العملية اثينا سورد على الفور وتمكن من منع الهجوم.  
يظهر المشهد الاخير من اللعبة حارس السجن الذي احظر الجريدة لجوتيريز في المكان الذي يقرا فيه الاخبار حول الهجوم الإرهابي الذي تم منعه في اليونان. ووجد في الصفحة الاخير قطعة ورقية صغيرة مكتوبا عليها «انتهى الامر» بتوقيع كلارك. وبعد يومين عثر عليه مشنوقا في زنزانته.  

### ايرون راث(2005)
العملية ايرون راث هي التوسعة الثانية لقصة ريفين شيلد على جهاز كمبيوتر الالعاب، حيث كانت تحت الإنشاء لمدة عامين تقريبا قبل ان تقرر شركة يوبي سوفت نشرها بالمجان لمشتركي فايل بلانت في 9 يونيو 2005. وكانت يوبي سوفت-كاسابلانكا مسؤولة عن تطوير التوسعة الاخيرة. ومن مميزات التوسعة الاخيرة إضافة 7 مهام في طور القصة يقوم فيها فريق رينبو بالقضاء على تهديد قنبلة نووية ارهابية، و 3 مهمات كلاسيكية، و 8 خرائط جديدة في طور متعدد اللاعبين، و 6 اسلحة جديدة، وبالإضافة إلى 5 اطوار لعب في طور متعدد اللاعبين. وفي أكتوبر 2008 , انقطع اتصال سيرفر كود التفعيل للاسطوانات المدمجة على الإنترنت، مما ادى الي تعليق ميزات طور تعدد اللاعبين في توسعة ايرون راث.

### الحزمة الذهبيةو الحزمة الكاملة
تتضمن مجموعة رينبو ستة 3 الحزمة الذهبية والحزمة الكاملة العمليتان ريفين شيلد واثينا سورد ولكن الحزمة الكاملة تتضمن العملية ايرون راث معها أيضا.

## إصدارات أجهزة الألعاب المنزلية
في الاصل تم كسر حصرية لعبة توم كلانسي رينبو ستة 3 واصدارها على منصة الاكس بوكس الخاصة بشركة مايكروسوفت من قبل المطور يوبي سوفت مونتريل وذلك للاستفادة من وظائف اشتراك الاكس بوكس لايف عبر الإنترنت. وبعد ذلك في اوائل عام 2004  تم كسر حصرية اللعبة أيضا واصدراها على منصة البلاي ستيشن 2 والنينتيدو غيم كيوب من قبل المطور يوبي سوفت شنقهاي. ولكن لا تستفيد نسخة منصة الننتيدو قيم كيوب من امكانيات ميزة القيم كيوب عبر الإنترنت، وبالتالي فهي محدوده للاعبين في طور اللعب الجماعي المحلي. وهذه النسخة ليست مدرجة تحت اسم ريفين شيلد وتتضمن على محتوى مختلف بطريقة ما. على سبيل المثال، تختلف المراحل في طور متعدد اللاعبين بين نسخة اجهزة الالعاب المنزلية ونسخة كمبيوتر الالعاب، حيث تظهر بعض المراحل في نسخة كمبيوتر الالعاب، والبعض الآخر في نسخة اجهزة الالعاب المنزلية بالرغم من ان كلتا اللعبتين تحملان عنوان رينبو ستة 3.
تتميز نسخة منصة الأكس بوكس بمحتوى قابل للتحميل على هيئة إضافات خارجية للعبة للمستخدمين المشتركين في خدمة الاكس بوكس لايف. وجميع اضافات التوسعة لا تستخدم الا في طور متعدد اللاعبين عبر الإنترنت.

### طريقة اللعب
تنحرف طريقة اللعب لنسخة اجهزة الالعاب المنزلية للعبة رينبو ستة 3 عن نظيرتها نسخة كمبيوتر الالعاب في عدد من الجوانب المهمة، وابرزها استبعاد مهمة تخطيط مشهد المعركة وعدم القدرة بالتحكم بشخصيات متعددة.و تم وضع بديل لهذه المهام حيث يأخذ اللاعبون دور قائد فرقة رينبو الميداني دينق تشافيز لتوجيه فريق اطلاق النار المكون من ايدي برايس ولويس لويسلي ودينر ويبر خلال جميع مهام اللعبة. ويمكن إصدار الاوامر إلى زملاء الفريق عن طريق استخدام قائمة الاوامر داخل اللعبة أو عبر سماعة الراس لجهاز الاكس بوكس. ومع ذلك فقد عانى اللاعبين من سوء فهم بسيط بين عبارات متشابهة مثل «حذف قنبلة يدوية وتمشيط المنطقة» أو «حذف قنبلة وميض وتمشيط المنطقة» والعكس صحيح. وللتعويض عن عدم القدرة الكاملة بتحكم اللاعبين بفرقتهم، تم تحسين الذكاء الاصطناعي للفرقة حيث أصبح بإمكان زملاء الفريق أخذ تغطية خلف الاجسام أو تولي تغطية مواقع داخل منطقة ما. وتتمتع نسخة كمبيوتر الالعاب بأصوات فريده خاصة لكل عضو في الفرقة بدلا من الاصوات العامة.
وبالطبع الاحداث أكثر تسامحا في نسخة اجهزة الالعاب المنزلية، حيث يمتلك كل من تشافيز وزملائه شريط مكون من اربع وحدات لاظهار صحة اللاعب والتي يجب الاستفادة منها قبل ان يقتل عميل فرقة رينبو ومن الممكن للاعب ان يصاب بعدة طلقات قبل ان يموت.

### قصة
استجابة فرقة رينبو على سلسلة من الهجمات الارهابية ضد المصالح الأمريكية في أمريكا الجنوبية والتي يزعم انها مدعومة من قبل المملكة العربية السعودية. ولكن في الواقع رئيس فنزويلا المنتخب حديثا خوان كريسبو هو العقل المدبر الحقيقي وراء تلك الهجمات. حيث استطاع  الفوز بالانتخابات من خلال خطته بمناصرة مكافحة الإرهاب والاستفادة من الخوف الذي يسببه ارتفاع الحوادث الارهابية (التي نظمها بنفسه). وكان الهدف من خطته تشويه سمعة المملكة العربية السعودية، ثم قطع امدادات النفط الفنزويلية عن الولايات المتحدة مؤديا إلى زيادة كبيرة في اسعار النفط وثم يبدا ببيع براميل النفط إلى الولايات المتحدة في السوق السوداء بأسعار هائلة ومبالغ فيها.
منعت فرقة رينبو الرئيس الفنزويلي من استكمال تنفيذ خططه، وفي نهاية المطاف نجحوا في اغتياله ثم قاموا بالترتيب مع وسائل الاعلام الدولية لنسب الفضل للارهابيين في التسبب في وفاته.

### توم كلانسيز رينبو ستة 3: بلاك اروو
تعتبر توسعة بلاك اروو  كجزء متمم لاحداث رينبو ستة 3 على اجهزة الالعاب المنزلية والتي تم تطوريها من قبل يوبي سوفت ميلان وتم نشرها على جهاز الاكس بوكس في 5 أغسطس 2004 من قبل الشركة المطوره والناشره يوبي سوفت تحت مسمى رينبو ستة 3 : بلاك اروو. وتماما مثل رينبو ستة 3 , صدر جزء بلاك ارو للاستفادة من خدمة مايكروسوفت الشهيرة إكس بوكس لايف على الإنترنت وتمت إضافة طورين جديدين للعبة على شبكة الإنترنت وهي:  طور غزو الاقمار الصناعية وطور الاستيلاء على العلم وطور الاقتحام الشخصي السريع الجديد الذي يمكن لعبه خارج خدمات شبكة الإنترنت. وحدثت أيضا تغييرات على جزء بلاك اروو تميزه عن اللعبة الاصلية رينبو ستة 3 وذلك بأجراء تغيير ملحوظ لتجنب المنافع الظالمة «عند المشي والانحناء يمينا أو يسارا معا». ولايزال هذا التغيير يسمح للاعب بالانحناء الا انه غير قادر على التحرك خلال ذلك حتى يعود إلى وضع الوقوف الطبيعي. 

## إحصائيات
| توم كلانسيز رينبو ستة 3: ريفين شيلد | |
| --- | --- |
| الدرجات الإجمالية المجموع نقاط غيم رانكينغز (الاكس بوكس) 88.06% [ 1 ] (اجهزة الكمبيوتر الشخصي) 85.64% [ 2 ] (اجهزة الجوال 2) 84.50% [ 3 ] (اجهزة الجوال 2) 76.33% [ 4 ] (البلاي ستيشن 2) 72.71% [ 5 ] (GC) 68.35% [ 6 ] ميتاكريتيك (الاكس بوكس) 86/100 [ 7 ] (اجهزة الكمبيوتر الشخصي) 83/100 [ 8 ] (البلاي ستيشن 2) 70/100 [ 9 ] (قيمنق كيوب) 68/100 [ 10 ] نتائج المراجعة نشرة نقاط أول غيم [ 11 ] إلكترونك غيمينغ مونثلي (الاكس بوكس) 8.5/10 [ 12 ] (البلاي ستيشن 2) 5.67/10 [ 13 ] يورو غيمر (اجهزة الكمبيوتر الشخصي) 9/10 [ 14 ] (الاكس بوكس) 8/10 [ 15 ] غيم إنفورمر (الاكس بوكس) 8.5/10 [ 16 ] (اجهزة الكمبيوتر الشخصي) 7.25/10 [ 17 ] (البلاي ستيشن 2) 7/10 [ 18 ] (GC) 5.75/10 [ 19 ] غيم ريفولوشن B+ [ 20 ] غيم برو (اجهزة الكمبيوتر الشخصي) [ 21 ] [ 22 ] [ 23 ] غيم سبوت (اجهزة الكمبيوتر الشخصي) 8.7/10 [ 24 ] (الاكس بوكس) 8.4/10 [ 25 ] (اجهزة الجوال 1) 8.2/10 [ 26 ] (اجهزة الجوال 2) 8.1/10 [ 27 ] 6.9/10 [ 28 ] [ 29 ] غيم سباي [ 30 ] [ 31 ] (البلاي ستيشن 2 & قيمنق كيوب) [ 32 ] [ 33 ] غيم زون (الاكس بوكس) 9.3/10 [ 34 ] (البلاي ستيشن 2) 6.9/10 [ 35 ] (قيمنق كيوب) 6.8/10 [ 36 ] آي جي إن (اجهزة الجوال) 9.5/10 [ 37 ] (الاكس بوكس) 9.3/10 [ 38 ] (الكمبيوتر الشخصي) 8.6/10 [ 39 ] (البلاي ستيشن 2) 7/10 [ 40 ] (قيمنق كيوب) 6.5/10 [ 41 ] نينتندو باور 3.2/5 [ 42 ] مجلة بلاي ستيشن الرسمية (الولايات المتحدة) [ 43 ] مجلة إكس بوكس الرسمية (الولايات المتحدة) 9.2/10 [ 44 ] بي سي غيمر (الولايات المتحدة) 80% [ 45 ] | |
| الدرجات الإجمالية | |
| المجموع | نقاط |
| غيم رانكينغز | (الاكس بوكس) 88.06% (اجهزة الكمبيوتر الشخصي) 85.64% (اجهزة الجوال 2) 84.50% (اجهزة الجوال 2) 76.33% (البلاي ستيشن 2) 72.71% (GC) 68.35% |
| ميتاكريتيك | (الاكس بوكس) 86/100 (اجهزة الكمبيوتر الشخصي) 83/100 (البلاي ستيشن 2) 70/100 (قيمنق كيوب) 68/100                                         |
| نتائج المراجعة | |
| نشرة | نقاط |
| أول غيم | [ 11 ] |
| إلكترونك غيمينغ مونثلي | (الاكس بوكس) 8.5/10 (البلاي ستيشن 2) 5.67/10                                                                                            |
| يورو غيمر | (اجهزة الكمبيوتر الشخصي) 9/10 (الاكس بوكس) 8/10                                                                                         |
| غيم إنفورمر | (الاكس بوكس) 8.5/10 (اجهزة الكمبيوتر الشخصي) 7.25/10 (البلاي ستيشن 2) 7/10 (GC) 5.75/10                                                 |
| غيم ريفولوشن | B+ |
| غيم برو | (اجهزة الكمبيوتر الشخصي) |
| غيم سبوت | (اجهزة الكمبيوتر الشخصي) 8.7/10 (الاكس بوكس) 8.4/10 (اجهزة الجوال 1) 8.2/10 (اجهزة الجوال 2) 8.1/10 6.9/10                              |
| غيم سباي | (البلاي ستيشن 2 & قيمنق كيوب) |
| غيم زون | (الاكس بوكس) 9.3/10 (البلاي ستيشن 2) 6.9/10 (قيمنق كيوب) 6.8/10                                                                         |
| آي جي إن | (اجهزة الجوال) 9.5/10 (الاكس بوكس) 9.3/10 (الكمبيوتر الشخصي) 8.6/10 (البلاي ستيشن 2) 7/10 (قيمنق كيوب) 6.5/10                           |
| نينتندو باور | 3.2/5 |
| مجلة بلاي ستيشن الرسمية (الولايات المتحدة) | [ 43 ] |
| مجلة إكس بوكس الرسمية (الولايات المتحدة) | 9.2/10 |
| بي سي غيمر (الولايات المتحدة) | 80% |

وصلت مبيعات لعبة رينبو ستة 3 إلى 1.3 مليون نسخة بحلول نهاية عام 2003. وبنهاية مارس 2004 وصلت مبيعات اللعبة إلى 2.2 مليون نسخة.
يتراوح تقيم اللعبة من تقيم عالي إلى متوسط. حيث اعطت شركتي قيم رانكينقز وميتاكريتيك تقيم للعبة ب 88.06% و 86 من اصل 100 لنسخة الاكس بوكس و 85.64% و 83 من اصل 100 لنسخة جهاز كمبيوتر الالعاب و 76.33% للنسخة الأولى على الجوال و 84.50% للنسخة الثانية على الجوال و 72.71% و 70 من اصل 100 لنسخة جهاز البلايستيشن 2 و 68.35% و 68 من اصل 100 لنسخة جهاز القيم كيوب.
اعطى موقع أي جي إن نسخة جهاز كمبيوتر الالعاب تقيما ب 8.6 من 10 , قائلا«انها لا تستمر بتقليد السلسلة من الواقعية الشديدة والعواقب الغير متوقعه في القتال قريب المدى فحسب بل تفعله بشكل أفضل من جميع الاجزاء السابقة في السلسلة.»  وقال موقع قيم سبوت «على الرغم من عيوبها البسيطة، الا ان جزء ريفين شيلد لا يزال إضافة رائعة جدا لسلسلة ووريثا جديرا لاسم رينبو ستة», واعطت نفس النسخة تقيما ب8.7 من 10. اما في نسخة جهاز الاكس بوكس فأعطته مجلة فاميتسو تقيم 7 و 8 و 7 و 8 أي باجمالي 30 درجة من 40 واعطت مجلة ايدج نفس النسخة تقيما ب 6 من 10  ووصفتها بانها «تجربة خطية سيئة حيث عادة ما تكون حالات المواجهة واطلاق النار الفردية شيئا مثير، لذا فأن ازالة أي اختيارات أو شرط من شروط الفكر التكتيكي يجعلها مجرد نزهة في حديقة ملاهي أكثر من كونها مهمة عسكرية».

رشحت مجلة عالم العاب الكمبيوتر لعبة ريفين شيلد لجائزة «أفضل لعبة تصويب في السنة» لعام 2003 , ولكن في النهاية فازت بها لعبة كول اوف ديوتي. 

### أثينا سورد
| اثينا سورد. |         |
| --- | ------- |
| الدرجات الإجمالية المجموع نقاط غيم رانكينغز 71.09% [ 48 ] ميتاكريتيك 72/100 [ 49 ] نتائج المراجعة نشرة نقاط غيم إنفورمر 7.25/10 [ 50 ] غيم سبوت 7.8/10 [ 51 ] غيم سباي [ 52 ] آي جي إن 7.8/10 [ 53 ] بي سي فورمات 76% [ 54 ] بي سي غيمر (المملكة المتحدة) 69% [ 55 ] بي سي غيمر (الولايات المتحدة) 80% [ 56 ] بي سي زون 72% [ 57 ] إكس-بلاي [ 58 ] |         |
| الدرجات الإجمالية |         |
| المجموع | نقاط    |
| غيم رانكينغز | 71.09%  |
| ميتاكريتيك | 72/100  |
| نتائج المراجعة |         |
| نشرة | نقاط    |
| غيم إنفورمر | 7.25/10 |
| غيم سبوت | 7.8/10  |
| غيم سباي | [ 52 ]  |
| آي جي إن | 7.8/10  |
| بي سي فورمات | 76%     |
| بي سي غيمر (المملكة المتحدة) | 69%     |
| بي سي غيمر (الولايات المتحدة) | 80%     |
| بي سي زون | 72%     |
| إكس-بلاي | [ 58 ]  |

حققت حزمة توسعت اثينا سوورد معدل متوسط من الإحصائيات، حيث حصلت على معدل 71.09% من قيم رانكنقز بينما اعطتها ميتاكريتك 72 من 100.

### بلاك ارو
| بلاك ارو |         |
| --- | ------- |
| الدرجات الإجمالية المجموع نقاط غيم رانكينغز 84.69% [ 59 ] ميتاكريتيك 84/100 [ 60 ] نتائج المراجعة نشرة نقاط إلكترونك غيمينغ مونثلي 7.83/10 [ 61 ] يورو غيمر 8/10 [ 62 ] فاميتسو 29/40 [ 63 ] غيم إنفورمر 8/10 [ 64 ] غيم ريفولوشن B [ 65 ] غيم برو [ 66 ] غيم سبوت 8.5/10 [ 67 ] غيم سباي [ 68 ] غيم زون 9.5/10 [ 69 ] آي جي إن 9.3/10 [ 70 ] مجلة إكس بوكس الرسمية (الولايات المتحدة) 7.9/10 [ 71 ] إكس-بلاي [ 72 ] |         |
| الدرجات الإجمالية |         |
| المجموع | نقاط    |
| غيم رانكينغز | 84.69%  |
| ميتاكريتيك | 84/100  |
| نتائج المراجعة |         |
| نشرة | نقاط    |
| إلكترونك غيمينغ مونثلي | 7.83/10 |
| يورو غيمر | 8/10    |
| فاميتسو | 29/40   |
| غيم إنفورمر | 8/10    |
| غيم ريفولوشن | B       |
| غيم برو | [ 66 ]  |
| غيم سبوت | 8.5/10  |
| غيم سباي | [ 68 ]  |
| غيم زون | 9.5/10  |
| آي جي إن | 9.3/10  |
| مجلة إكس بوكس الرسمية (الولايات المتحدة) | 7.9/10  |
| إكس-بلاي | [ 72 ]  |

وحققت التوسعة الحصرية على منصة الاكس بوكس  بلاك اروو إحصائيات إيجابية، حيث حصلت على تقيم بمعدل 84.69% من قيم رانكينقز  بينما اعطتها ميتاكريتك تقيم 84 من 100.

## روابط خارجية.
- مجتمع ديسكورد النشط لطور تعدد اللاعبين - http://www.r6chat.com/
- موقع المجتمع - http://www.allr6.com/
- الموقع الرسمي
- توم كلانسي رينبو ستة 3: ريفين شيلد على موبي قيمز
- توم كلانسي رينبو ستة 3 على موبي قيمز
- توم كلانسي رينبو ستة 3: اثينا سوورد على موبي قيمز
- توم كلانسي رينبو ستة 3: بلاك اروو على موبي قيمز